# Cabadbaran City
Cabadbaran City ist eine philippinische Stadt in der Provinz Agusan del Norte. Sie hat 73.639 Einwohner (Zensus 1. August 2015). Zur Sicherstellung der Wasserversorgung der Stadt wurde das Cabadbaran-Santiago Watershed Forest Reserve am Mount Hilong hilong eingerichtet.

## Baranggays
Cabadbaran City ist politisch unterteilt in 31 Baranggays (Ortsteile).
| - Antonio Luna - Bay-ang - Bayabas - Caasinan - Cabinet - Calamba - Calibunan - Comagascas - Concepcion - Del Pilar - Katugasan | - Kauswagan - La Union - Mabini - poblacion 1 - Poblacion 10 - Poblacion 11 - Poblacion 12 - Poblacion 2 - Poblacion 3 - Poblacion 4 | - Poblacion 5 - Poblacion 6 - Poblacion 7 - Poblacion 8 - Poblacion 9 - Puting Bato - Sanghan - Soriano - Tolosa - Mahaba |

Anmerkung: Población (spanisch für Population) bezeichnet in den Philippinen mehrere im Zentrum einer Stadtgemeinde liegende Barangays.